# 1815
1815 (MDCCCXV) fue un año común comenzado en domingo según el calendario gregoriano. 
Este año fue uno especialmente trascendental en la historia de Europa. El Congreso de Viena estableció un nuevo equilibrio de poderes que se mantuvo hasta la Primera Guerra Mundial, concluyendo el periodo de inestabilidad iniciado en 1789 por la Revolución francesa. La derrota de Napoleón Bonaparte marcó el inicio de la llamada "Pax Britannica", un periodo de 99 años caracterizado por la dominación mundial del Reino Unido.

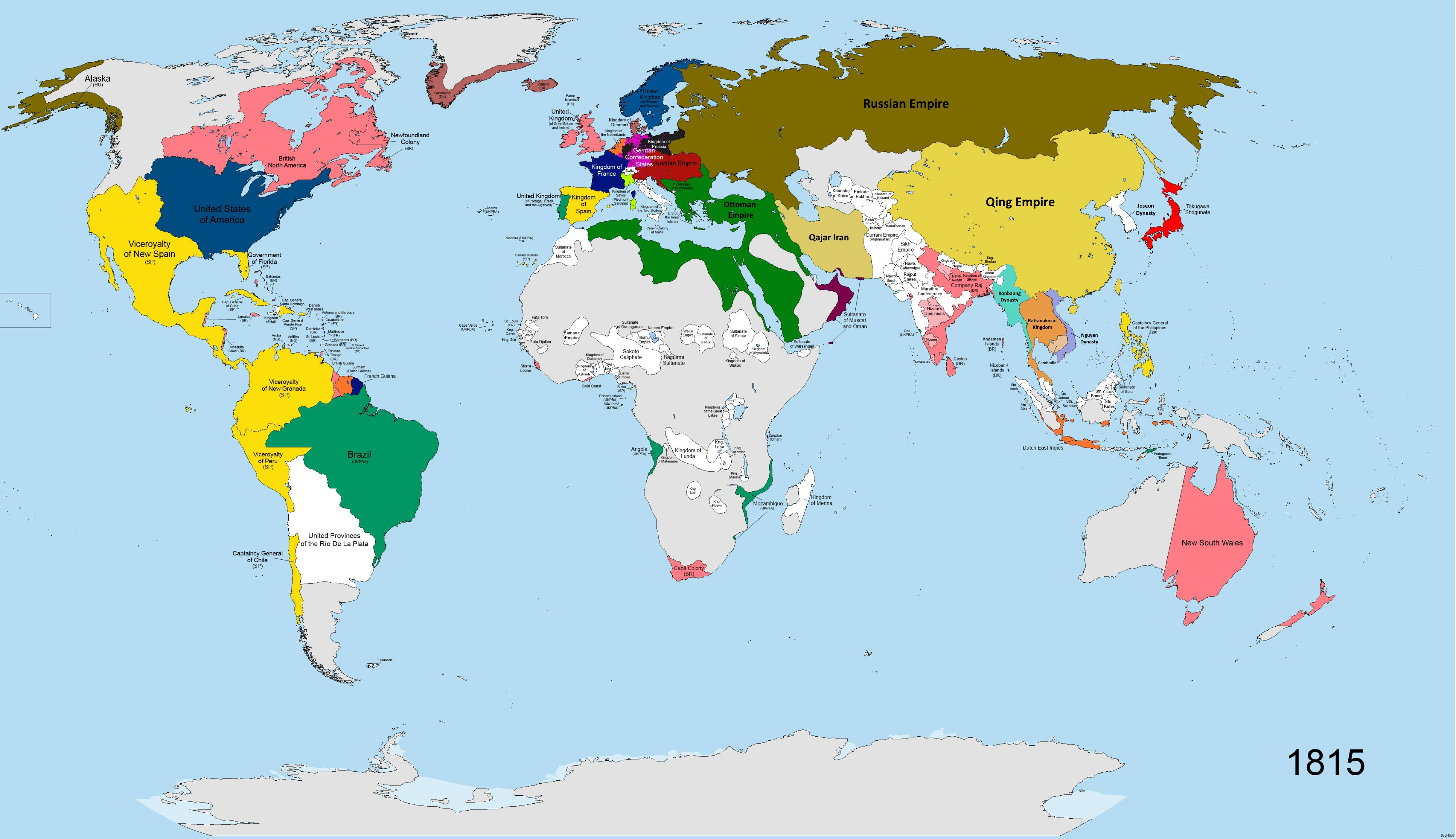
Mapa del mundo en el año 1815.

## Acontecimientos

### Enero
- 3 de enero: Austria, Reino Unido y Francia forman la alianza secreta contra Prusia y Rusia.
- 8 de enero: últimos intentos británicos para dominar a los insurrectos de sus colonias de América del Norte, en la batalla de Nueva Orleans.
- 10 de enero: batalla de Guayabos, tras la que la ciudad de Montevideo es cedida por el gobierno central argentino a los federales de José Artigas.
- 23 de enero: en la actual Colombia, la capital de las Provincias Unidas de la Nueva Granada es trasladada desde Tunja a Bogotá.

### Febrero
- 1 de febrero: llega a Venezuela un ejército español de 10 000 hombres, al mando del general Pablo Morillo.
- 3 de febrero: en Suiza se funda la primera fábrica de queso.
- 17 de febrero: finaliza la Guerra anglo-estadounidense de 1812 con un statu quo ante bellum.
- 26 de febrero: Napoleón Bonaparte escapa de la isla de Elba, dando inicio al Gobierno de Cien Días.

### Marzo
- 2 de marzo: el Reino de Kandy (actual Sri Lanka) es absorbido al Imperio británico tras la Convención de Kandyan.
- 11 de marzo: en Perú, los españoles derrotan a los independentistas peruanos en la batalla de Umachiri. Fin de la rebelión del Cuzco, que había creado la primera junta de gobierno patrio.
- 13 de marzo: inicia la Séptima Coalición, última fase de la guerra contra Napoleón.
- 20 de marzo: Napoleón regresa a París.

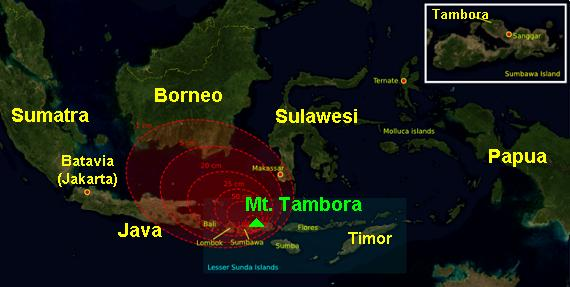
El 10 de abril erupciona el volcán Tambora y provoca un cambio climático.

### Abril
- 4 de abril: inicia la Reconquista de la Nueva Granada en el marco de la Independencia de Colombia.
- 10 a 11 de abril: en las islas menores de la Sonda (Indonesia) se produce la erupción del volcán Tambora con gran explosividad, dejando un saldo de alrededor de 82 000 muertos. El volcán propulsó miles de toneladas de compuestos de gas sulfuro a la estratosfera que reflejaban la luz solar y causaron un enfriamiento generalizado y fuertes lluvias, provocando que el verano de 1816, sea conocido como el año sin verano.
- 11 de abril: Andorra se independiza de Francia.
- 14 de abril: en la provincia de Jujuy (Argentina) ―en el marco de la Guerra de Independencia Argentina― las fuerzas de Martín Miguel de Güemes vencen al ejército realista en Puesto del Marqués.
- 23 de abril: inicia la Segunda insurrección serbia contra del Imperio otomano.

### Mayo
- José Artigas el caudillo de la Banda Oriental del Uruguay, estableció su cuartel general en "Purificación del Hervidero", después de una breve estancia en la ciudad de Paysandú.

### Junio
- 9 de junio: en Austria finaliza el Congreso de Viena, formandose la Confederación Germánica y el Zarato de Polonia, formandose la neutralidad de Suiza y la independencia de Luxemburgo del Imperio francés.
- 16 de junio: 
  - Guerras napoleónicas: Batalla de Ligny - Napoleón vence en una batalla contra Prusia.
  - Guerras napoleónicas: Batalla de Quatre Bras - Batalla entre el Imperio francés contra el Reino Unido y los Países Bajos, acaba con empate táctico.
- 18 de junio: batalla de Waterloo, derrota definitiva de Napoleón.

### Julio
- 8 de julio: Luis XVIII de Francia restaura la monarquía francesa.
- 15 de julio: Napoleón Bonaparte es encarcelado y desterrado por los británicos a la isla Santa Elena en el Atlántico.

### Agosto
- 2 de agosto: Representantes del Reino Unido, Austria, el Imperio ruso y Prusia firman el Tratado de París (1815), que termina definitivamente con las Guerras napoleónicas.
- 22 de agosto: Pablo Morillo y Pascual Enrile comienzan el sitio naval de Cartagena de Indias, lo que supone el inicio de la Reconquista española en Colombia.

### Septiembre
- 6 de septiembre: en Kingston (isla de Jamaica), Simón Bolívar redacta la Carta de Jamaica.
- 26 de septiembre: se firma la Santa Alianza entre Austria, Rusia y Prusia.

### Octubre
- 23 de octubre: en la provincia china de Shanxi se registra un fuerte terremoto de 6,8 que deja un saldo de 13.000 muertos.

### Noviembre
- 5 de noviembre: la derrota insurgente en la Batalla de Temalaca pone fin al segundo periodo de la Independencia de México.
- 20 de noviembre: Fin de las Guerras Napoleónicas.
- 22 de noviembre: en Bali (Indonesia) se registra un fuerte terremoto de 7,0 que provoca un tsunami que deja más de 11.000 muertos.
- 29 de noviembre: batalla de Sipe Sipe (o de Viluma), derrota definitiva de las Provincias Unidas del Río de la Plata frente a los realistas del Alto Perú.

### Diciembre
- 6 de diciembre: la ciudad de Cartagena de Indias es ocupada por Pablo Morillo después de tres meses de sitio.
- 22 de diciembre: en San Cristóbal Ecatepec (México) los españoles fusilan al líder revolucionario mexicano José María Morelos.

## Arte y literatura
- Se publica Emma, de Jane Austen.

## Nacimientos

### Enero a junio
- 2 de enero: Isidoro de María, historiador y periodista uruguayo (f. 1906).
- 12 de febrero: Federico Madrazo, pintor español (f. 1894).
- 8 de marzo: Juan María Acebal y Gutiérrez, escritor asturiano (f. 1895).
- 1 de abril: Otto von Bismarck, militar y político alemán, fundador del Estado alemán moderno (f. 1898).

### Julio a diciembre

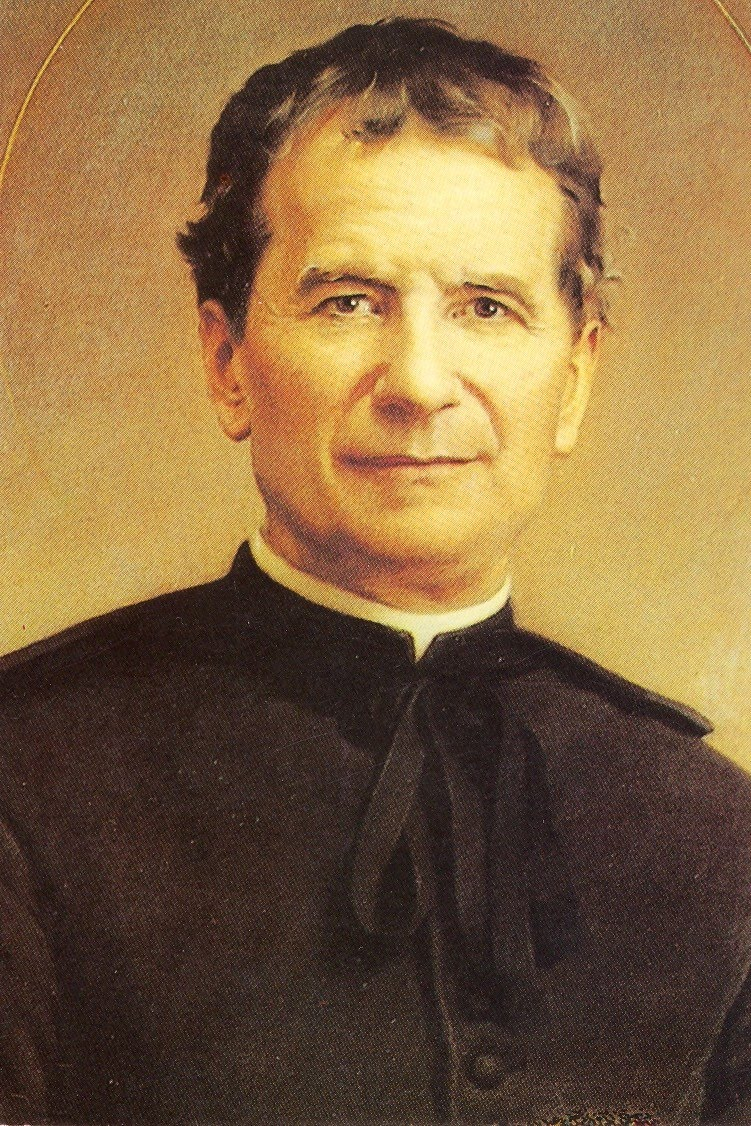
Juan Bosco.

- 15 de julio: Enrique Gil y Carrasco, escritor romántico español (f. 1845).
- 16 de agosto: Juan Bosco, sacerdote y santo italiano, fundador de los salesianos (f. 1888).
- 24 de agosto: Bartolomé Calvo, presidente colombiano (f. 1889).
- 31 de octubre: Karl Weierstrass, matemático alemán (f. 1897).
- 1 de noviembre: Crawford W. Long, médico estadounidense, primer anestesiólogo occidental (f. 1878).
- 2 de noviembre: George Boole, matemático y lógico inglés, álgebra de boole (lógica proposicional) (f. 1864).
- 10 de diciembre: Ada Lovelace, matemática británica (f. 1852).
- 23 de diciembre: Ildefonso Cerdá, ingeniero, urbanista y político español (f. 1876).

## Fallecimientos

### Enero a junio
- 24 de febrero: Robert Fulton (49), ingeniero e inventor estadounidense. (n. 1765).
- 26 de febrero: Agustín de Pedrayes, matemático español (n. 1744).
- 12 de marzo: Mariano Melgar, poeta y revolucionario peruano (n. 1790).
- 17 de marzo: Mateo Pumacahua, militar indígena peruano; ejecutado por los españoles (n. 1740).
- 29 de abril: Pedro Estala, escritor y religioso español (n. 1757).
- 23 de mayo: Henry Ernest Muhlenberg, botánico estadounidense (n. 1753).

### Julio a diciembre

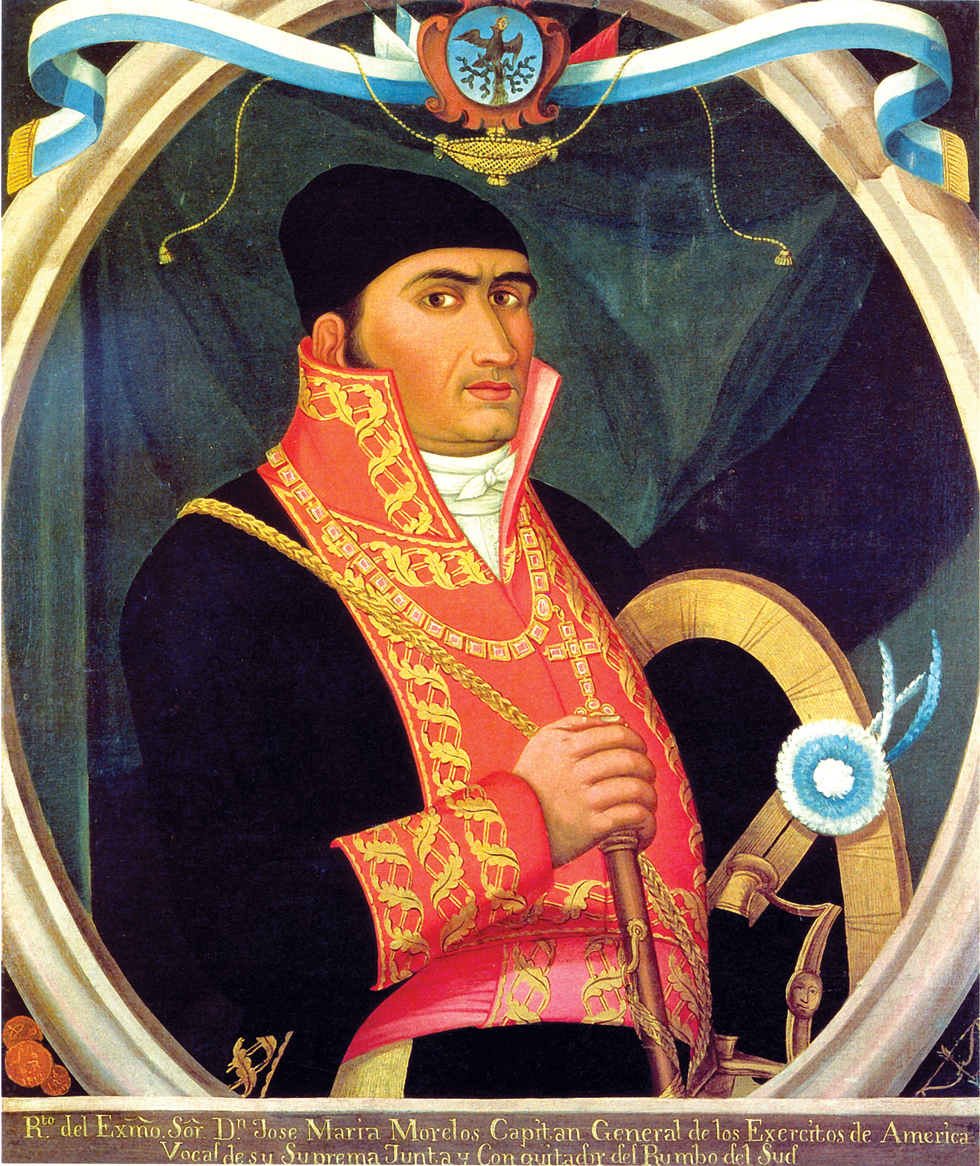
José María Morelos.

- 2 de diciembre: Jan Potocki, escritor polaco (n. 1761).
- 3 de diciembre: John Carroll, primer obispo católico estadounidense (n. 1735).
- 7 de diciembre: Michel Ney, mariscal francés (n. 1769).
- 19 de diciembre: Benjamin Smith Barton, médico y botánico estadounidense (n. 1766).
- 22 de diciembre: José María Morelos, sacerdote e insurgente mexicano (n. 1765).
- 29 de diciembre: Sara Baartman, esclava sudafricana de la etnia san exhibida en circos británicos y franceses (n. hacia 1789)

### Fechas desconocidas
- José de Iturrigaray, militar español, virrey de la Nueva España